# تروی کندی مارتین
تروی کندی مارتین (انگلیسی: Troy Kennedy Martin؛ ‏ ۱۵ فوریهٔ ۱۹۳۲ – ۱۵ سپتامبر ۲۰۰۹) فیلم‌نامه‌نویس اهل بریتانیا بود.
از فیلم‌ها یا مجموعه‌های تلویزیونی که وی در آن‌ها نقش داشته‌است، می‌توان به کسب‌وکار ایتالیایی، قهرمانان کلی، داغ سرخ، رایلی، تک‌خال جاسوس‌ها، سوئینی و لبه تاریکی اشاره نمود.